# Rys iberský
Rys iberský (dříve Felis pardina, dnes Lynx pardinus nebo Lynx pardina), též rys pardálový nebo rys španělský, je kočkovitá šelma vyskytující se endemicky v jihozápadní části Pyrenejského poloostrova. Je to ohrožený druh, počátkem 21. století byl několik let l kriticky ohrožený. V roce 2016 žilo přibližně 400 jedinců ve čtyřech španělských populacích v oblastech Doñana, Sierra Morena, Montes de Toledo, Valley Matachel a v portugalském Vale do Guadiana. Oproti roku 2014 to byl nárůst o téměř 100 kusů. V roce 2017 populace čítala asi 475–606 jedinců, v roce 2020 už 855 jedinců a díky dosavadní systematické ochraně a zřízeným chovným stanicím, které vrací rysy do přírody, aktuálně vzrostla populace na více než 2 000 jedinců.

## Taxonomie (evoluce)

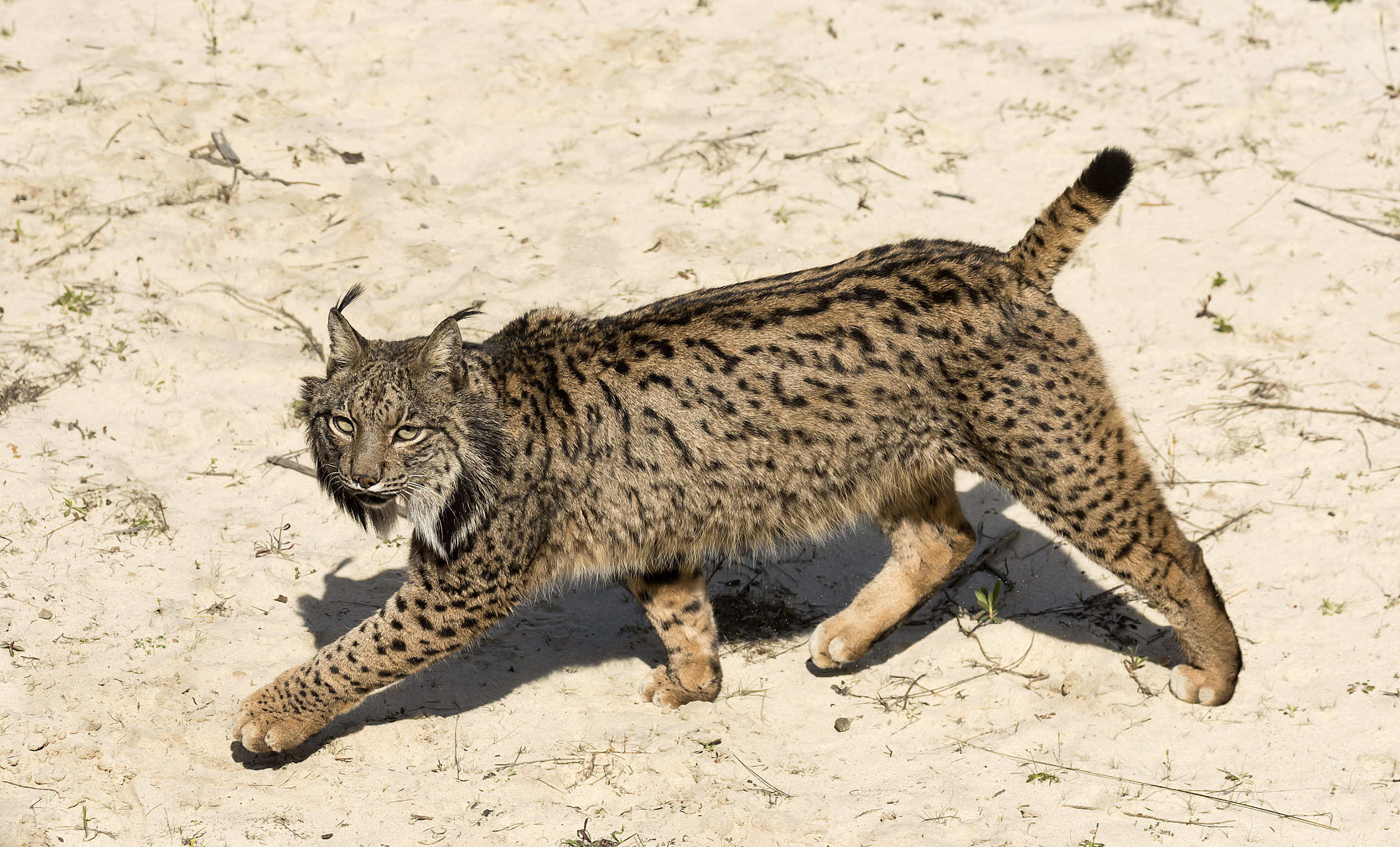
Rys iberský se zbarvením velmi podobá levhartovi

Druh popsal nizozemský zoolog Coenraad Jacob Temminck v roce 1827, když se mu do rukou dostaly kůže zabitých rysů iberských z oblasti kolem řeky Tajo v Portugalsku. Navrhl vědecký název Felis pardina, kočku tak umístil do početného rodu Felis a latinské označení druhu zvolil na základě levhartovi podobnému kožichu (pardina = pardál = levhart), ze všech druhů rysů se rys iberský podobá levhartovi nejvíce. Dnes náleží do samostatného rodu rys (Lynx) a nese latinské jméno Lynx pardinus.
Podle fylogenetické studie z roku 2006 společný předek rysů a další rodiny malých koček (Leopardus, Acinonyx, Puma, Felis, Prionailurus a Otocolobus) žil v Severní Americe před asi 8 miliony lety. Od linií Acinonyx, Puma, Felis, Prionailurus a Otocolobus se rys odchýlil asi před 4,7–2,5 miliony lety. Za předchůdce čtyř moderních druhů rysů (rys iberský, rys ostrovid, rys červený a rys kanadský) je považován Lynx issiodorensis, původem z Afriky, který se později přes Beringovu úžinu dostal až do Evropy a Asie (před zhruba 1,6–1,2 miliony lety), avšak na konci poslední doby ledové vyhynul (před cca 110 tisíci až 11,7 tisíci lety). Podobal se rysům stavbou těla, ale měl kratší a robustnější končetiny, protáhlejší krk a větší hlavu.
Rys iberský má nejnižší genetickou variabilitu mtDNA ze všech kočkovitých šelem. To je považováno za důsledek efektu hrdla láhve z doby před více než 50 000 lety. Nízká genetická variabilita může negativně přispět k poklesu populace rysů iberských, ale nemusí tím být ohroženo dlouhodobé přežití druhu.
Jeho nejbližším žijícím příbuzným je eurasijský rys ostrovid (Lynx lynx) s nímž do jisté míry koexistoval, asi do počátku 20. století. Dříve byl klasifikován jako poddruh rysa ostrovida, dnes je to na základě morfologické a genetické studie monotypický druh.
|  | rys kanadský (L. canadensis)                                                         |
|  |                                                                                      |
|  | \| \| rys iberský (L. pardinus) \| \| \| \| \| \| rys ostrovid (L. lynx) \| \| \| \| |
|  |                                                                                      |
|  | rys iberský (L. pardinus)                                                            |
|  |                                                                                      |
|  | rys ostrovid (L. lynx)                                                               |
|  |                                                                                      |

|  | rys iberský (L. pardinus) |
|  |                           |
|  | rys ostrovid (L. lynx)    |
|  |                           |

|  | rys kanadský (L. canadensis)                                                         |
|  |                                                                                      |
|  | \| \| rys iberský (L. pardinus) \| \| \| \| \| \| rys ostrovid (L. lynx) \| \| \| \| |
|  |                                                                                      |
|  | rys iberský (L. pardinus)                                                            |
|  |                                                                                      |
|  | rys ostrovid (L. lynx)                                                               |
|  |                                                                                      |

|  | rys iberský (L. pardinus) |
|  |                           |
|  | rys ostrovid (L. lynx)    |
|  |                           |

|  | rys kanadský (L. canadensis)                                                         |
|  |                                                                                      |
|  | \| \| rys iberský (L. pardinus) \| \| \| \| \| \| rys ostrovid (L. lynx) \| \| \| \| |
|  |                                                                                      |
|  | rys iberský (L. pardinus)                                                            |
|  |                                                                                      |
|  | rys ostrovid (L. lynx)                                                               |
|  |                                                                                      |

|  | rys iberský (L. pardinus) |
|  |                           |
|  | rys ostrovid (L. lynx)    |
|  |                           |

|  | rys kanadský (L. canadensis)                                                         |
|  |                                                                                      |
|  | \| \| rys iberský (L. pardinus) \| \| \| \| \| \| rys ostrovid (L. lynx) \| \| \| \| |
|  |                                                                                      |
|  | rys iberský (L. pardinus)                                                            |
|  |                                                                                      |
|  | rys ostrovid (L. lynx)                                                               |
|  |                                                                                      |

|  | rys iberský (L. pardinus) |
|  |                           |
|  | rys ostrovid (L. lynx)    |
|  |                           |

|  | Acinonyx (gepard štíhlý), Puma (puma americká a jaguarundi)                                                                        |
|  | |
|  | \| \| Felis (např. kočka divoká, kočka domácí) \| \| \| \| \| \| Prionailurus (asijské malé kočky), Otocolobus (manul) \| \| \| \| |
|  | |
|  | Felis (např. kočka divoká, kočka domácí)                                                                                           |
|  | |
|  | Prionailurus (asijské malé kočky), Otocolobus (manul)                                                                              |
|  | |

|  | Felis (např. kočka divoká, kočka domácí)              |
|  |                                                       |
|  | Prionailurus (asijské malé kočky), Otocolobus (manul) |
|  |                                                       |

|  | Acinonyx (gepard štíhlý), Puma (puma americká a jaguarundi)                                                                        |
|  | |
|  | \| \| Felis (např. kočka divoká, kočka domácí) \| \| \| \| \| \| Prionailurus (asijské malé kočky), Otocolobus (manul) \| \| \| \| |
|  | |
|  | Felis (např. kočka divoká, kočka domácí)                                                                                           |
|  | |
|  | Prionailurus (asijské malé kočky), Otocolobus (manul)                                                                              |
|  | |

|  | Felis (např. kočka divoká, kočka domácí)              |
|  |                                                       |
|  | Prionailurus (asijské malé kočky), Otocolobus (manul) |
|  |                                                       |

|  | rys kanadský (L. canadensis)                                                         |
|  |                                                                                      |
|  | \| \| rys iberský (L. pardinus) \| \| \| \| \| \| rys ostrovid (L. lynx) \| \| \| \| |
|  |                                                                                      |
|  | rys iberský (L. pardinus)                                                            |
|  |                                                                                      |
|  | rys ostrovid (L. lynx)                                                               |
|  |                                                                                      |

|  | rys iberský (L. pardinus) |
|  |                           |
|  | rys ostrovid (L. lynx)    |
|  |                           |

|  | rys kanadský (L. canadensis)                                                         |
|  |                                                                                      |
|  | \| \| rys iberský (L. pardinus) \| \| \| \| \| \| rys ostrovid (L. lynx) \| \| \| \| |
|  |                                                                                      |
|  | rys iberský (L. pardinus)                                                            |
|  |                                                                                      |
|  | rys ostrovid (L. lynx)                                                               |
|  |                                                                                      |

|  | rys iberský (L. pardinus) |
|  |                           |
|  | rys ostrovid (L. lynx)    |
|  |                           |

|  | rys kanadský (L. canadensis)                                                         |
|  |                                                                                      |
|  | \| \| rys iberský (L. pardinus) \| \| \| \| \| \| rys ostrovid (L. lynx) \| \| \| \| |
|  |                                                                                      |
|  | rys iberský (L. pardinus)                                                            |
|  |                                                                                      |
|  | rys ostrovid (L. lynx)                                                               |
|  |                                                                                      |

|  | rys iberský (L. pardinus) |
|  |                           |
|  | rys ostrovid (L. lynx)    |
|  |                           |

|  | rys kanadský (L. canadensis)                                                         |
|  |                                                                                      |
|  | \| \| rys iberský (L. pardinus) \| \| \| \| \| \| rys ostrovid (L. lynx) \| \| \| \| |
|  |                                                                                      |
|  | rys iberský (L. pardinus)                                                            |
|  |                                                                                      |
|  | rys ostrovid (L. lynx)                                                               |
|  |                                                                                      |

|  | rys iberský (L. pardinus) |
|  |                           |
|  | rys ostrovid (L. lynx)    |
|  |                           |

|  | Acinonyx (gepard štíhlý), Puma (puma americká a jaguarundi)                                                                        |
|  | |
|  | \| \| Felis (např. kočka divoká, kočka domácí) \| \| \| \| \| \| Prionailurus (asijské malé kočky), Otocolobus (manul) \| \| \| \| |
|  | |
|  | Felis (např. kočka divoká, kočka domácí)                                                                                           |
|  | |
|  | Prionailurus (asijské malé kočky), Otocolobus (manul)                                                                              |
|  | |

|  | Felis (např. kočka divoká, kočka domácí)              |
|  |                                                       |
|  | Prionailurus (asijské malé kočky), Otocolobus (manul) |
|  |                                                       |

|  | Acinonyx (gepard štíhlý), Puma (puma americká a jaguarundi)                                                                        |
|  | |
|  | \| \| Felis (např. kočka divoká, kočka domácí) \| \| \| \| \| \| Prionailurus (asijské malé kočky), Otocolobus (manul) \| \| \| \| |
|  | |
|  | Felis (např. kočka divoká, kočka domácí)                                                                                           |
|  | |
|  | Prionailurus (asijské malé kočky), Otocolobus (manul)                                                                              |
|  | |

|  | Felis (např. kočka divoká, kočka domácí)              |
|  |                                                       |
|  | Prionailurus (asijské malé kočky), Otocolobus (manul) |
|  |                                                       |

|  | rys kanadský (L. canadensis)                                                         |
|  |                                                                                      |
|  | \| \| rys iberský (L. pardinus) \| \| \| \| \| \| rys ostrovid (L. lynx) \| \| \| \| |
|  |                                                                                      |
|  | rys iberský (L. pardinus)                                                            |
|  |                                                                                      |
|  | rys ostrovid (L. lynx)                                                               |
|  |                                                                                      |

|  | rys iberský (L. pardinus) |
|  |                           |
|  | rys ostrovid (L. lynx)    |
|  |                           |

|  | rys kanadský (L. canadensis)                                                         |
|  |                                                                                      |
|  | \| \| rys iberský (L. pardinus) \| \| \| \| \| \| rys ostrovid (L. lynx) \| \| \| \| |
|  |                                                                                      |
|  | rys iberský (L. pardinus)                                                            |
|  |                                                                                      |
|  | rys ostrovid (L. lynx)                                                               |
|  |                                                                                      |

|  | rys iberský (L. pardinus) |
|  |                           |
|  | rys ostrovid (L. lynx)    |
|  |                           |

|  | rys kanadský (L. canadensis)                                                         |
|  |                                                                                      |
|  | \| \| rys iberský (L. pardinus) \| \| \| \| \| \| rys ostrovid (L. lynx) \| \| \| \| |
|  |                                                                                      |
|  | rys iberský (L. pardinus)                                                            |
|  |                                                                                      |
|  | rys ostrovid (L. lynx)                                                               |
|  |                                                                                      |

|  | rys iberský (L. pardinus) |
|  |                           |
|  | rys ostrovid (L. lynx)    |
|  |                           |

|  | rys kanadský (L. canadensis)                                                         |
|  |                                                                                      |
|  | \| \| rys iberský (L. pardinus) \| \| \| \| \| \| rys ostrovid (L. lynx) \| \| \| \| |
|  |                                                                                      |
|  | rys iberský (L. pardinus)                                                            |
|  |                                                                                      |
|  | rys ostrovid (L. lynx)                                                               |
|  |                                                                                      |

|  | rys iberský (L. pardinus) |
|  |                           |
|  | rys ostrovid (L. lynx)    |
|  |                           |

|  | Acinonyx (gepard štíhlý), Puma (puma americká a jaguarundi)                                                                        |
|  | |
|  | \| \| Felis (např. kočka divoká, kočka domácí) \| \| \| \| \| \| Prionailurus (asijské malé kočky), Otocolobus (manul) \| \| \| \| |
|  | |
|  | Felis (např. kočka divoká, kočka domácí)                                                                                           |
|  | |
|  | Prionailurus (asijské malé kočky), Otocolobus (manul)                                                                              |
|  | |

|  | Felis (např. kočka divoká, kočka domácí)              |
|  |                                                       |
|  | Prionailurus (asijské malé kočky), Otocolobus (manul) |
|  |                                                       |

|  | Acinonyx (gepard štíhlý), Puma (puma americká a jaguarundi)                                                                        |
|  | |
|  | \| \| Felis (např. kočka divoká, kočka domácí) \| \| \| \| \| \| Prionailurus (asijské malé kočky), Otocolobus (manul) \| \| \| \| |
|  | |
|  | Felis (např. kočka divoká, kočka domácí)                                                                                           |
|  | |
|  | Prionailurus (asijské malé kočky), Otocolobus (manul)                                                                              |
|  | |

|  | Felis (např. kočka divoká, kočka domácí)              |
|  |                                                       |
|  | Prionailurus (asijské malé kočky), Otocolobus (manul) |
|  |                                                       |

|  | rys kanadský (L. canadensis)                                                         |
|  |                                                                                      |
|  | \| \| rys iberský (L. pardinus) \| \| \| \| \| \| rys ostrovid (L. lynx) \| \| \| \| |
|  |                                                                                      |
|  | rys iberský (L. pardinus)                                                            |
|  |                                                                                      |
|  | rys ostrovid (L. lynx)                                                               |
|  |                                                                                      |

|  | rys iberský (L. pardinus) |
|  |                           |
|  | rys ostrovid (L. lynx)    |
|  |                           |

|  | rys kanadský (L. canadensis)                                                         |
|  |                                                                                      |
|  | \| \| rys iberský (L. pardinus) \| \| \| \| \| \| rys ostrovid (L. lynx) \| \| \| \| |
|  |                                                                                      |
|  | rys iberský (L. pardinus)                                                            |
|  |                                                                                      |
|  | rys ostrovid (L. lynx)                                                               |
|  |                                                                                      |

|  | rys iberský (L. pardinus) |
|  |                           |
|  | rys ostrovid (L. lynx)    |
|  |                           |

|  | rys kanadský (L. canadensis)                                                         |
|  |                                                                                      |
|  | \| \| rys iberský (L. pardinus) \| \| \| \| \| \| rys ostrovid (L. lynx) \| \| \| \| |
|  |                                                                                      |
|  | rys iberský (L. pardinus)                                                            |
|  |                                                                                      |
|  | rys ostrovid (L. lynx)                                                               |
|  |                                                                                      |

|  | rys iberský (L. pardinus) |
|  |                           |
|  | rys ostrovid (L. lynx)    |
|  |                           |

|  | rys kanadský (L. canadensis)                                                         |
|  |                                                                                      |
|  | \| \| rys iberský (L. pardinus) \| \| \| \| \| \| rys ostrovid (L. lynx) \| \| \| \| |
|  |                                                                                      |
|  | rys iberský (L. pardinus)                                                            |
|  |                                                                                      |
|  | rys ostrovid (L. lynx)                                                               |
|  |                                                                                      |

|  | rys iberský (L. pardinus) |
|  |                           |
|  | rys ostrovid (L. lynx)    |
|  |                           |

|  | Acinonyx (gepard štíhlý), Puma (puma americká a jaguarundi)                                                                        |
|  | |
|  | \| \| Felis (např. kočka divoká, kočka domácí) \| \| \| \| \| \| Prionailurus (asijské malé kočky), Otocolobus (manul) \| \| \| \| |
|  | |
|  | Felis (např. kočka divoká, kočka domácí)                                                                                           |
|  | |
|  | Prionailurus (asijské malé kočky), Otocolobus (manul)                                                                              |
|  | |

|  | Felis (např. kočka divoká, kočka domácí)              |
|  |                                                       |
|  | Prionailurus (asijské malé kočky), Otocolobus (manul) |
|  |                                                       |

|  | Acinonyx (gepard štíhlý), Puma (puma americká a jaguarundi)                                                                        |
|  | |
|  | \| \| Felis (např. kočka divoká, kočka domácí) \| \| \| \| \| \| Prionailurus (asijské malé kočky), Otocolobus (manul) \| \| \| \| |
|  | |
|  | Felis (např. kočka divoká, kočka domácí)                                                                                           |
|  | |
|  | Prionailurus (asijské malé kočky), Otocolobus (manul)                                                                              |
|  | |

|  | Felis (např. kočka divoká, kočka domácí)              |
|  |                                                       |
|  | Prionailurus (asijské malé kočky), Otocolobus (manul) |
|  |                                                       |

|  | rys kanadský (L. canadensis)                                                         |
|  |                                                                                      |
|  | \| \| rys iberský (L. pardinus) \| \| \| \| \| \| rys ostrovid (L. lynx) \| \| \| \| |
|  |                                                                                      |
|  | rys iberský (L. pardinus)                                                            |
|  |                                                                                      |
|  | rys ostrovid (L. lynx)                                                               |
|  |                                                                                      |

|  | rys iberský (L. pardinus) |
|  |                           |
|  | rys ostrovid (L. lynx)    |
|  |                           |

|  | rys kanadský (L. canadensis)                                                         |
|  |                                                                                      |
|  | \| \| rys iberský (L. pardinus) \| \| \| \| \| \| rys ostrovid (L. lynx) \| \| \| \| |
|  |                                                                                      |
|  | rys iberský (L. pardinus)                                                            |
|  |                                                                                      |
|  | rys ostrovid (L. lynx)                                                               |
|  |                                                                                      |

|  | rys iberský (L. pardinus) |
|  |                           |
|  | rys ostrovid (L. lynx)    |
|  |                           |

|  | rys kanadský (L. canadensis)                                                         |
|  |                                                                                      |
|  | \| \| rys iberský (L. pardinus) \| \| \| \| \| \| rys ostrovid (L. lynx) \| \| \| \| |
|  |                                                                                      |
|  | rys iberský (L. pardinus)                                                            |
|  |                                                                                      |
|  | rys ostrovid (L. lynx)                                                               |
|  |                                                                                      |

|  | rys iberský (L. pardinus) |
|  |                           |
|  | rys ostrovid (L. lynx)    |
|  |                           |

|  | rys kanadský (L. canadensis)                                                         |
|  |                                                                                      |
|  | \| \| rys iberský (L. pardinus) \| \| \| \| \| \| rys ostrovid (L. lynx) \| \| \| \| |
|  |                                                                                      |
|  | rys iberský (L. pardinus)                                                            |
|  |                                                                                      |
|  | rys ostrovid (L. lynx)                                                               |
|  |                                                                                      |

|  | rys iberský (L. pardinus) |
|  |                           |
|  | rys ostrovid (L. lynx)    |
|  |                           |

|  | Acinonyx (gepard štíhlý), Puma (puma americká a jaguarundi)                                                                        |
|  | |
|  | \| \| Felis (např. kočka divoká, kočka domácí) \| \| \| \| \| \| Prionailurus (asijské malé kočky), Otocolobus (manul) \| \| \| \| |
|  | |
|  | Felis (např. kočka divoká, kočka domácí)                                                                                           |
|  | |
|  | Prionailurus (asijské malé kočky), Otocolobus (manul)                                                                              |
|  | |

|  | Felis (např. kočka divoká, kočka domácí)              |
|  |                                                       |
|  | Prionailurus (asijské malé kočky), Otocolobus (manul) |
|  |                                                       |

|  | Acinonyx (gepard štíhlý), Puma (puma americká a jaguarundi)                                                                        |
|  | |
|  | \| \| Felis (např. kočka divoká, kočka domácí) \| \| \| \| \| \| Prionailurus (asijské malé kočky), Otocolobus (manul) \| \| \| \| |
|  | |
|  | Felis (např. kočka divoká, kočka domácí)                                                                                           |
|  | |
|  | Prionailurus (asijské malé kočky), Otocolobus (manul)                                                                              |
|  | |

|  | Felis (např. kočka divoká, kočka domácí)              |
|  |                                                       |
|  | Prionailurus (asijské malé kočky), Otocolobus (manul) |
|  |                                                       |

|  | rys kanadský (L. canadensis)                                                         |
|  |                                                                                      |
|  | \| \| rys iberský (L. pardinus) \| \| \| \| \| \| rys ostrovid (L. lynx) \| \| \| \| |
|  |                                                                                      |
|  | rys iberský (L. pardinus)                                                            |
|  |                                                                                      |
|  | rys ostrovid (L. lynx)                                                               |
|  |                                                                                      |

|  | rys iberský (L. pardinus) |
|  |                           |
|  | rys ostrovid (L. lynx)    |
|  |                           |

|  | rys kanadský (L. canadensis)                                                         |
|  |                                                                                      |
|  | \| \| rys iberský (L. pardinus) \| \| \| \| \| \| rys ostrovid (L. lynx) \| \| \| \| |
|  |                                                                                      |
|  | rys iberský (L. pardinus)                                                            |
|  |                                                                                      |
|  | rys ostrovid (L. lynx)                                                               |
|  |                                                                                      |

|  | rys iberský (L. pardinus) |
|  |                           |
|  | rys ostrovid (L. lynx)    |
|  |                           |

|  | rys kanadský (L. canadensis)                                                         |
|  |                                                                                      |
|  | \| \| rys iberský (L. pardinus) \| \| \| \| \| \| rys ostrovid (L. lynx) \| \| \| \| |
|  |                                                                                      |
|  | rys iberský (L. pardinus)                                                            |
|  |                                                                                      |
|  | rys ostrovid (L. lynx)                                                               |
|  |                                                                                      |

|  | rys iberský (L. pardinus) |
|  |                           |
|  | rys ostrovid (L. lynx)    |
|  |                           |

|  | rys kanadský (L. canadensis)                                                         |
|  |                                                                                      |
|  | \| \| rys iberský (L. pardinus) \| \| \| \| \| \| rys ostrovid (L. lynx) \| \| \| \| |
|  |                                                                                      |
|  | rys iberský (L. pardinus)                                                            |
|  |                                                                                      |
|  | rys ostrovid (L. lynx)                                                               |
|  |                                                                                      |

|  | rys iberský (L. pardinus) |
|  |                           |
|  | rys ostrovid (L. lynx)    |
|  |                           |

|  | Acinonyx (gepard štíhlý), Puma (puma americká a jaguarundi)                                                                        |
|  | |
|  | \| \| Felis (např. kočka divoká, kočka domácí) \| \| \| \| \| \| Prionailurus (asijské malé kočky), Otocolobus (manul) \| \| \| \| |
|  | |
|  | Felis (např. kočka divoká, kočka domácí)                                                                                           |
|  | |
|  | Prionailurus (asijské malé kočky), Otocolobus (manul)                                                                              |
|  | |

|  | Felis (např. kočka divoká, kočka domácí)              |
|  |                                                       |
|  | Prionailurus (asijské malé kočky), Otocolobus (manul) |
|  |                                                       |

|  | Acinonyx (gepard štíhlý), Puma (puma americká a jaguarundi)                                                                        |
|  | |
|  | \| \| Felis (např. kočka divoká, kočka domácí) \| \| \| \| \| \| Prionailurus (asijské malé kočky), Otocolobus (manul) \| \| \| \| |
|  | |
|  | Felis (např. kočka divoká, kočka domácí)                                                                                           |
|  | |
|  | Prionailurus (asijské malé kočky), Otocolobus (manul)                                                                              |
|  | |

|  | Felis (např. kočka divoká, kočka domácí)              |
|  |                                                       |
|  | Prionailurus (asijské malé kočky), Otocolobus (manul) |
|  |                                                       |

|  | rys kanadský (L. canadensis)                                                         |
|  |                                                                                      |
|  | \| \| rys iberský (L. pardinus) \| \| \| \| \| \| rys ostrovid (L. lynx) \| \| \| \| |
|  |                                                                                      |
|  | rys iberský (L. pardinus)                                                            |
|  |                                                                                      |
|  | rys ostrovid (L. lynx)                                                               |
|  |                                                                                      |

|  | rys iberský (L. pardinus) |
|  |                           |
|  | rys ostrovid (L. lynx)    |
|  |                           |

|  | rys kanadský (L. canadensis)                                                         |
|  |                                                                                      |
|  | \| \| rys iberský (L. pardinus) \| \| \| \| \| \| rys ostrovid (L. lynx) \| \| \| \| |
|  |                                                                                      |
|  | rys iberský (L. pardinus)                                                            |
|  |                                                                                      |
|  | rys ostrovid (L. lynx)                                                               |
|  |                                                                                      |

|  | rys iberský (L. pardinus) |
|  |                           |
|  | rys ostrovid (L. lynx)    |
|  |                           |

|  | rys kanadský (L. canadensis)                                                         |
|  |                                                                                      |
|  | \| \| rys iberský (L. pardinus) \| \| \| \| \| \| rys ostrovid (L. lynx) \| \| \| \| |
|  |                                                                                      |
|  | rys iberský (L. pardinus)                                                            |
|  |                                                                                      |
|  | rys ostrovid (L. lynx)                                                               |
|  |                                                                                      |

|  | rys iberský (L. pardinus) |
|  |                           |
|  | rys ostrovid (L. lynx)    |
|  |                           |

|  | rys kanadský (L. canadensis)                                                         |
|  |                                                                                      |
|  | \| \| rys iberský (L. pardinus) \| \| \| \| \| \| rys ostrovid (L. lynx) \| \| \| \| |
|  |                                                                                      |
|  | rys iberský (L. pardinus)                                                            |
|  |                                                                                      |
|  | rys ostrovid (L. lynx)                                                               |
|  |                                                                                      |

|  | rys iberský (L. pardinus) |
|  |                           |
|  | rys ostrovid (L. lynx)    |
|  |                           |

|  | Acinonyx (gepard štíhlý), Puma (puma americká a jaguarundi)                                                                        |
|  | |
|  | \| \| Felis (např. kočka divoká, kočka domácí) \| \| \| \| \| \| Prionailurus (asijské malé kočky), Otocolobus (manul) \| \| \| \| |
|  | |
|  | Felis (např. kočka divoká, kočka domácí)                                                                                           |
|  | |
|  | Prionailurus (asijské malé kočky), Otocolobus (manul)                                                                              |
|  | |

|  | Felis (např. kočka divoká, kočka domácí)              |
|  |                                                       |
|  | Prionailurus (asijské malé kočky), Otocolobus (manul) |
|  |                                                       |

|  | Acinonyx (gepard štíhlý), Puma (puma americká a jaguarundi)                                                                        |
|  | |
|  | \| \| Felis (např. kočka divoká, kočka domácí) \| \| \| \| \| \| Prionailurus (asijské malé kočky), Otocolobus (manul) \| \| \| \| |
|  | |
|  | Felis (např. kočka divoká, kočka domácí)                                                                                           |
|  | |
|  | Prionailurus (asijské malé kočky), Otocolobus (manul)                                                                              |
|  | |

|  | Felis (např. kočka divoká, kočka domácí)              |
|  |                                                       |
|  | Prionailurus (asijské malé kočky), Otocolobus (manul) |
|  |                                                       |

|  | rys kanadský (L. canadensis)                                                         |
|  |                                                                                      |
|  | \| \| rys iberský (L. pardinus) \| \| \| \| \| \| rys ostrovid (L. lynx) \| \| \| \| |
|  |                                                                                      |
|  | rys iberský (L. pardinus)                                                            |
|  |                                                                                      |
|  | rys ostrovid (L. lynx)                                                               |
|  |                                                                                      |

|  | rys iberský (L. pardinus) |
|  |                           |
|  | rys ostrovid (L. lynx)    |
|  |                           |

|  | rys kanadský (L. canadensis)                                                         |
|  |                                                                                      |
|  | \| \| rys iberský (L. pardinus) \| \| \| \| \| \| rys ostrovid (L. lynx) \| \| \| \| |
|  |                                                                                      |
|  | rys iberský (L. pardinus)                                                            |
|  |                                                                                      |
|  | rys ostrovid (L. lynx)                                                               |
|  |                                                                                      |

|  | rys iberský (L. pardinus) |
|  |                           |
|  | rys ostrovid (L. lynx)    |
|  |                           |

|  | rys kanadský (L. canadensis)                                                         |
|  |                                                                                      |
|  | \| \| rys iberský (L. pardinus) \| \| \| \| \| \| rys ostrovid (L. lynx) \| \| \| \| |
|  |                                                                                      |
|  | rys iberský (L. pardinus)                                                            |
|  |                                                                                      |
|  | rys ostrovid (L. lynx)                                                               |
|  |                                                                                      |

|  | rys iberský (L. pardinus) |
|  |                           |
|  | rys ostrovid (L. lynx)    |
|  |                           |

|  | rys kanadský (L. canadensis)                                                         |
|  |                                                                                      |
|  | \| \| rys iberský (L. pardinus) \| \| \| \| \| \| rys ostrovid (L. lynx) \| \| \| \| |
|  |                                                                                      |
|  | rys iberský (L. pardinus)                                                            |
|  |                                                                                      |
|  | rys ostrovid (L. lynx)                                                               |
|  |                                                                                      |

|  | rys iberský (L. pardinus) |
|  |                           |
|  | rys ostrovid (L. lynx)    |
|  |                           |

|  | Acinonyx (gepard štíhlý), Puma (puma americká a jaguarundi)                                                                        |
|  | |
|  | \| \| Felis (např. kočka divoká, kočka domácí) \| \| \| \| \| \| Prionailurus (asijské malé kočky), Otocolobus (manul) \| \| \| \| |
|  | |
|  | Felis (např. kočka divoká, kočka domácí)                                                                                           |
|  | |
|  | Prionailurus (asijské malé kočky), Otocolobus (manul)                                                                              |
|  | |

|  | Felis (např. kočka divoká, kočka domácí)              |
|  |                                                       |
|  | Prionailurus (asijské malé kočky), Otocolobus (manul) |
|  |                                                       |

|  | Acinonyx (gepard štíhlý), Puma (puma americká a jaguarundi)                                                                        |
|  | |
|  | \| \| Felis (např. kočka divoká, kočka domácí) \| \| \| \| \| \| Prionailurus (asijské malé kočky), Otocolobus (manul) \| \| \| \| |
|  | |
|  | Felis (např. kočka divoká, kočka domácí)                                                                                           |
|  | |
|  | Prionailurus (asijské malé kočky), Otocolobus (manul)                                                                              |
|  | |

|  | Felis (např. kočka divoká, kočka domácí)              |
|  |                                                       |
|  | Prionailurus (asijské malé kočky), Otocolobus (manul) |
|  |                                                       |

## Výskyt

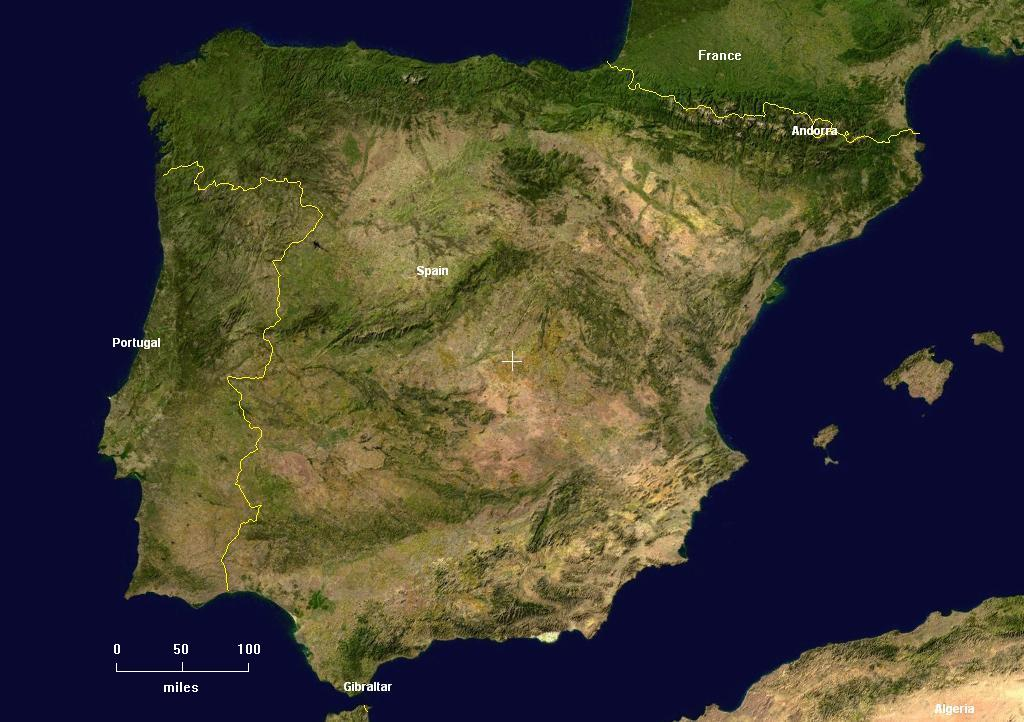
Rys iberský kdysi žil skoro na celém území Pyrenejského poloostrova, také známého jako Iberský. Ke konci 20. století byl ale téměř vyhuben

Do 19. století byl rys iberský rozšířen na většině Pyrenejského poloostrova, vyskytoval se tedy v téměř celém Španělsku, Portugalsku a na jihu Francie, ale za poslední dvě století byl téměř vyhuben – zmizel z celkem 98 % lokalit, které kdysi obýval. Od roku 1950 do roku 2000 se jeho areál výskytu zmenšil o 99 %, asi z 58 000 km2 na pouhých 350 km2. Zhruba od roku 2002 (s prvními kroky už v roce 1994) je rys iberský plně chráněn, bedlivě zkoumán a sledován. Návazně na to vznikají speciální chovné stanice, které vrací rysy do přírody a nyní je tak populace na vzestupu. Více v kapitolách Ohrožení a Ochrana a populace.
Dnes je tento druh omezen na několik oblastí v jihozápadním Španělsku – hlavní reprodukce schopné populace se vyskytují v národních parcích Sierra de Andújar, Sierra de Cardeña y Montoro, Coto de Doñana a v horském pásmu Sierra Morena v Andalusii, a patrně i v severnějších oblastech Valley Matachel a Montes de Toledo. V roce 2007 bylo hlášeno pár jedinců pohybujících se též v oblasti Kastilie – La Mancha. Ve snaze o reintrodukci druhu bylo několik rysů v letech 2014 a 2015 vypuštěno v rezervaci Vale do Guadiana či Serra da Malcata v Portugalsku – k září 2020 na území Portugalska žilo asi 140 jedinců, z toho 51 mláďat.
Rys iberský obývá lokality v nadmořské výšce od 400 do 1 300 m. Do vyšších poloh (horských oblastí) se nicméně dostává nepřirozenou cestou v důsledku pronásledování a také ničení jeho typického biotopu. Obecně totiž preferuje nižší nadmořskou výšku, ale horské podnebí snáší také dobře.

## Popis, fyzické vlastnosti
Rys iberský je o něco menší než jeho severní příbuzní. Má pružné svalnaté tělo, které je i s ocasem dlouhé 80–130 cm (samotný ocas měří 12,5–16 cm / 10–13 cm), kohoutkovou výšku 45–70 cm a dosahuje hmotnosti 7–16 kg (ø 12,8 kg, vzácně 25 nebo až 26 kg). Samec roste do statnějších rozměrů než samice, bývá asi o 25 % větší.

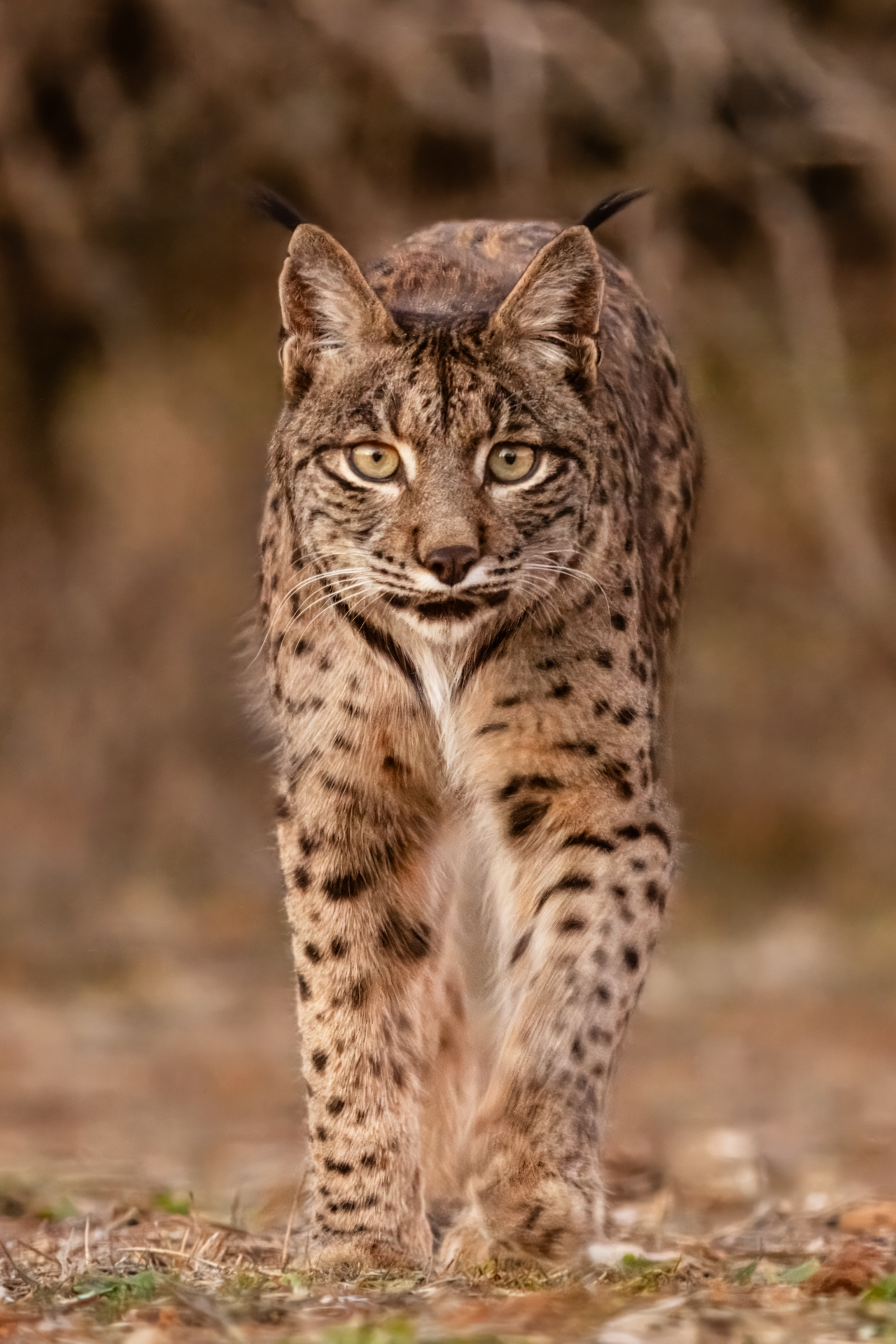
Rys iberský

Má žlutohnědou skvrnitou srst, která slouží jako maskování, břišní část je světlá. Dříve existovaly tři typy zbarvení srsti, avšak světle skvrnitý vzor zcela vymizel. Vyznačuje se zřetelnější kresbou než rys ostrovid, zejména na hřbetě, a tmavě lemovanou bradkou. Jeho žíhání se trochu více podobá levhartímu než je tomu u žíhání rysa evropského. Z malých koček se asi nejvíce podobá servalovi. Rozvrh skvrn má každý rys jedinečný, podobně jako člověk papilární linie. Často lze jen na základě kresby rozpoznat jednotlivé rysy od sebe a odborníci toho celkem běžně využívají.
Rys je velice mrštný díky velmi pohyblivým kloubům. Pánevní končetiny má delší, což mu umožňuje velké skoky. Poměrně velké tlapy s pěti prsty na předních a čtyřmi prsty na zadních končetinách jsou vybaveny zatahovatelnými drápy. Jako každý druh rysa má i rys iberský krátký, jakoby useknutý ocas s černou špičkou. Může jej zvednout do svislé polohy a točit jím.
Na zakulacené hlavě se zkrácenou obličejovou částí má velké dopředu směřující oči, které zaručují velmi dobré binokulární vidění. Rys iberský má výborné noční vidění, které mu umožňuje zvláštní vrstva v oku – tapetum lucidum, která odráží světlo hvězd a oblohy na sítnici. Jako každá kočka má i rys vynikající sluch. Charakteristické jsou dlouhé černé ušní střapce, které měří 3,8 až 4,9 cm (delší rostou samcům). Proč rysům rostou a jakou funkci plní není zcela známo, řada odborníků se domnívá, že díky nim lépe slyší. Experimenty v zajetí ukázaly, že rys červený, kterému byly tyto chloupky ustřiženy, reagoval na zvuk podstatně pomaleji, než ten, který měl na uších obvyklou délku štětinek. Jiní mají za to, že slouží k vizuální komunikaci, jako náhrada za poměrně (oproti jiným kočkám) krátký ocas. Na tvářích má mohutné bílé licousy dlouhé 5 až 8 cm (výraznější než rys ostrovid), které možná také zvyšují citlivost rysího sluchu (podobně jako třeba pernatý závoj kolem soví hlavy), ale mají nejspíše hmatovou funkci. Chrup není přizpůsoben ke žvýkání, ale k zabíjení a trhání masa. Zubní vzorec dospělého jedince vypadá takto: I 3/3, C 1/1, P 2/2, M 1/1 = 28 zubů.

## Způsob života

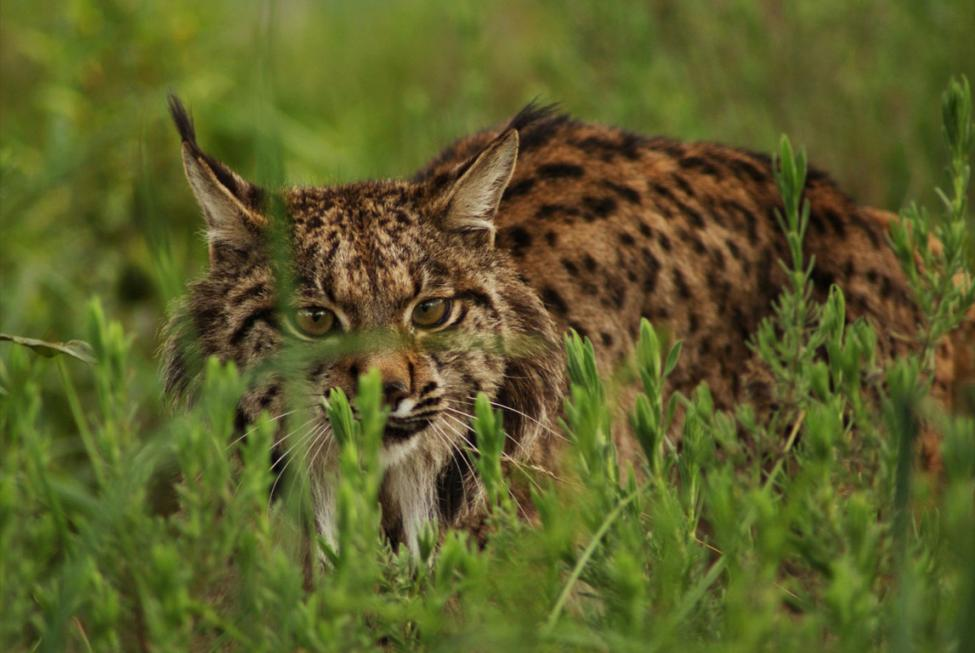
Rys iberský v trávě

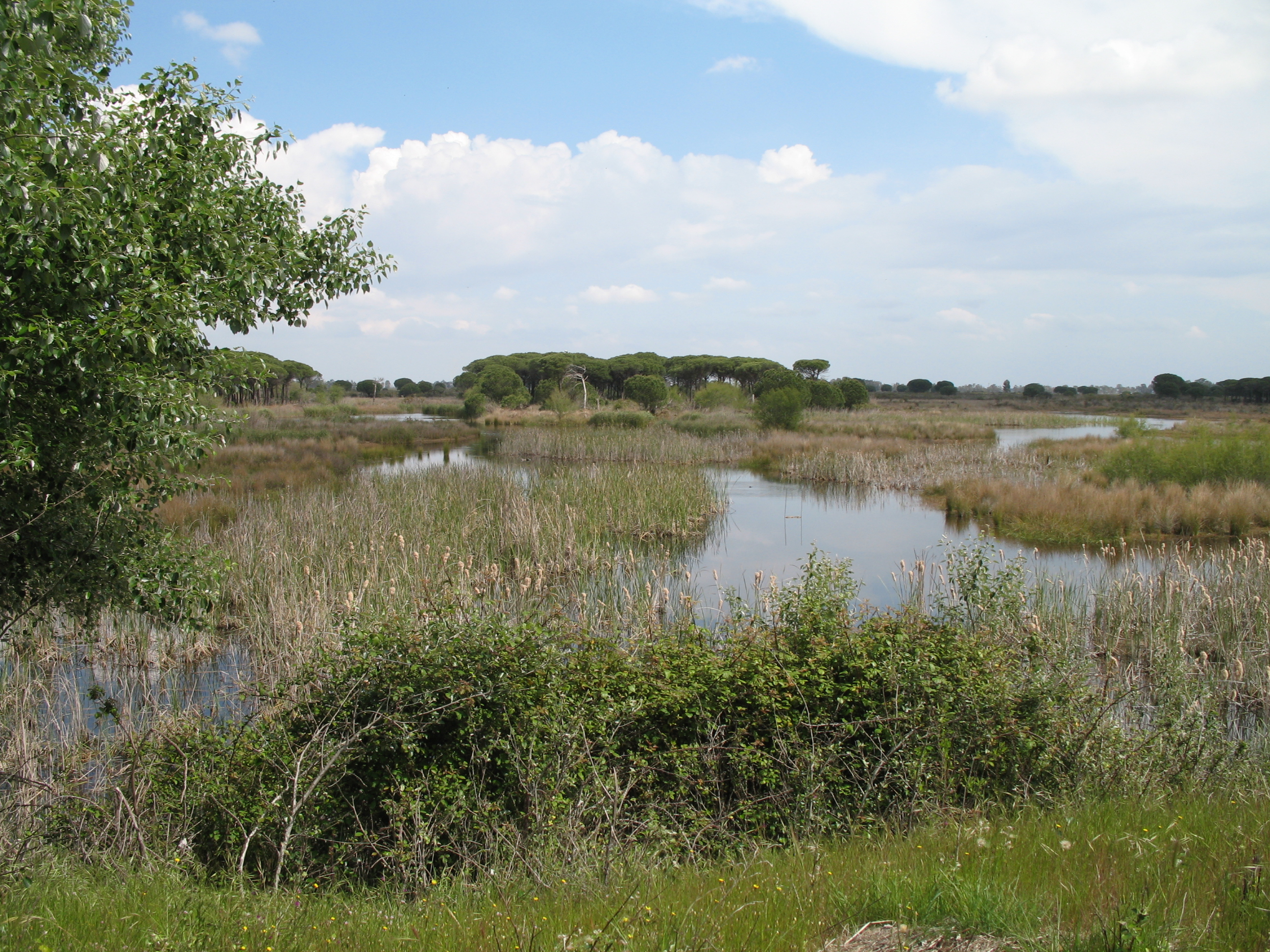
Typický habitat rysa iberského (národní park Coto de Doñana)

Rys iberský má podobné zvyky jako rys ostrovid, ale přizpůsobil se jinému biotopu. Způsobem života se podobá spíše africkým kočkám. Dospělý rys iberský žije samotářským životem, jeho území má rozlohu 10 až 20 km2, přičemž nejvíce využívá centrální část svého teritoria o velikosti 3 až 4 km2. Samci mívají větší teritoria než samice, ty se nejčastěji pohybují na území o rozloze 5,2–6,6 km2. Klíčová je hustota kořisti a kvalita stanovišť, na základě toho jsou domovské okrsky větší nebo menší. Například v rezervaci Doñana se v oblastech s nižší hustotou králíků velikost teritorií pohybuje od 12 do 17 km2. Naopak tam, kde je kořist hojnější, vytváří rys teritoria o velikosti 5 až 10 km2. Více než 90 % subadultních rysů opustí své rodiště. Při hledání nového vhodného území dokáže urazit i stovky kilometrů. Jeden rys, který měl na sobě satelitní obojek, dokázal kvůli tomu ujít dokonce až 1 000 km. Hranici svého teritoria si vyznačuje močí, trusem nebo škrábanci na kůře stromů. Teritoria vytváří především v křovinaté středomořské krajině a součástí každého z nich bývá i zdroj pitné vody. Umí plavat a setrvat ve vodě mu nevadí. Samcovo území se překrývá s teritorii několika samic, a tak může pozorovat, zda není některá z nich v říji.
Přes den polehávají ve stinném úkrytu s výhledem na okolní krajinu, jakmile se zešeří, vydá se rys na lov. Aktivní je tedy většinou v noci, především za soumraku a rozbřesku, byla však zjištěna značná variabilita v aktivitě mezi jedinci a ročními obdobími. Třeba v zimních měsících jsou nejaktivnější během dne.

## Potrava

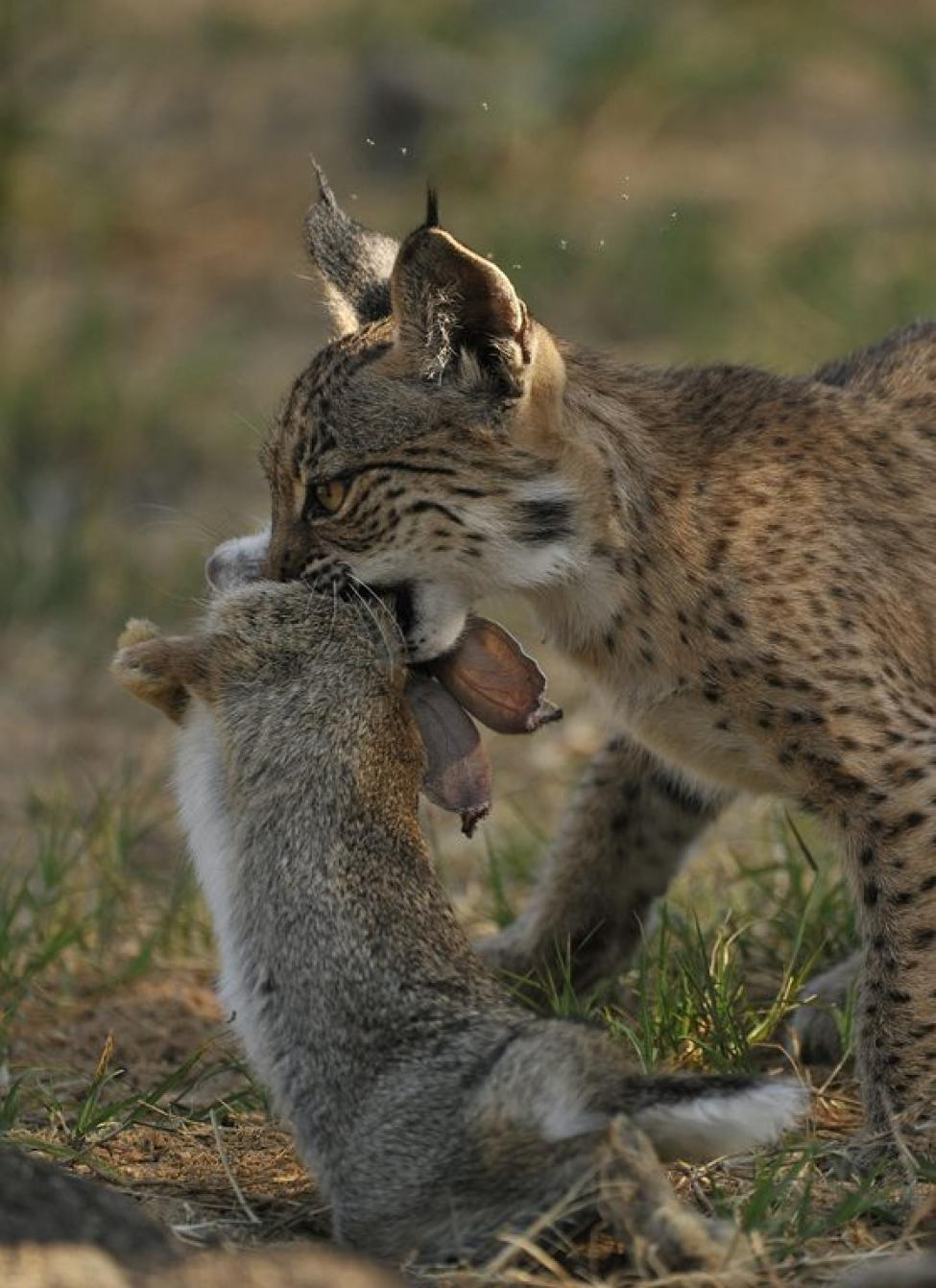
Mladý jedinec s uloveným králíkem

Rys iberský je specializovaný lovec s takovými anatomickými vlastnostmi (krátká lebka, malé, avšak velmi silné špičáky atd.), díky kterým snadněji chytí a zabije menší druhy zvířat. Loví převážně králíky (Oryctolagus cuniculus), kteří představují 70–100 % rysího jídelníčku – dle různých studií a na základě několika set až tisíc vzorků trusu 70%, 88%, 99% nebo až 100% podíl, téměř bez ohledu na roční období i výkyvy v populaci králíků. Na jinou kořist se občas zaměří jedině na podzim a v zimě, kdy je dostupnost králíku minimální. Dospělý rys potřebuje jednoho králíka denně či potravu o stejné energetické hodnotě. Počet králíků ale výrazně poklesl po introdukci myxomatózy v roce 1953 a po vypuknutí králičího moru (RHD) v roce 1989. V tomto ohledu může být společenský život králíků nevýhodný. Jak mezi nimi vypukne nakažlivá nemoc, lavinovitě se přenáší z jednoho zvířete na druhé. Pakliže králíků ubývá, musí rys lovit i jiná zvířata jako například hraboše (hlodavci se živí místy až ze 40 %), kachny (z 18 %), orebice (z 15 %), zajíce (ze 7 %), a jen zřídkakdy se dokáže zmocnit nemocných nebo mladých muflonů, jelenů a daňků (např. v Doñaně tvoří daněk evropský 5–10 % potravy). Oproti ostatním šelmám (např. liškám nebo jezevcům) má rys iberský potíže přejít na jinou kořist. Pokles počtu králíka divokého je považován za důležitý faktor ovlivňující snížení počtu rysa iberského. V národním parku Doñana mu proto byla poskytována náhradní potrava.
Rys iberský je převážně noční lovec, ale v době nedostatku potravy loví i během dne. Využívá jakéhokoli maskování, aby ho jeho kořist, kterou dlouho pronásleduje, nespatřila. Ke kořisti se přibližuje přikrčený k zemi sérií krátkých skoku, samotný útok je pak velice rychlý. Menší kořist zakousne do krku a prokousne ji šíji, větší zvíře rdousí stiskem hrdla. Uloví-li rys větší zvíře, zbytek těla, které nedožere, přikryje trávou a zeminou, aby jej skryl před ostatními predátory a mohl si tak na něm pochutnat i později.

## Přirození nepřátelé
Rys iberský coby vrcholový predátor nemá prakticky žádného přirozeného nepřítele. Kromě člověka je jedním z rysích nepřátel snad jen vlk, který ho v době hladu pronásleduje a loví.

## Rozmnožování, dožití

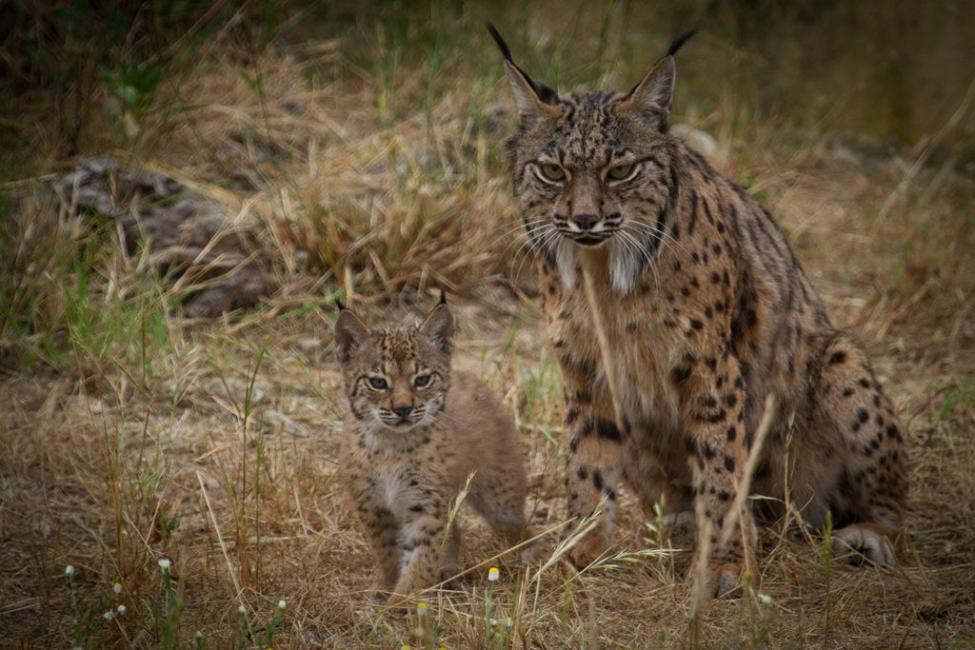
Samice s mládětem

Samice pohlavně dospívají v prvním roce, ale do říje přijdou, až mají své vlastní teritorium. K získání teritoria dochází většinou po úhynu starší samice, kdy mladší zabere její místo. Například v národním parku Doñana samice rodí mláďata až mezi třetím a osmým rokem života. Říje trvá jen několik dní a po celou tuto dobu zůstává samec se svou vybranou partnerkou. Cestu k sobě naleznou díky pro tento účel zanechaným pachovým stopám – močením o sobě prozradí důležité „údaje“ a že jsou připraveni k páření. Přestože se může samice pářit jedenkrát ročně, mívá tři až čtyři vrhy za pět let. Nejčastější doba páření rysa iberského je prosinec až únor, aby se mláďata narodila v březnu nebo dubnu, kdy je největší počet králíků. Při nízké populaci občas dochází k páření mezi příbuznými rysy, narozená mláďata jsou potom náchylnější k nemocem a genetickým vadám. Důležitou roli hrají seznamovací rituály, kdy se rys otírá pomocí licousů o krk a tvář partnera. Po několikadenním páření se opět vrátí ke svému samotářskému životu.

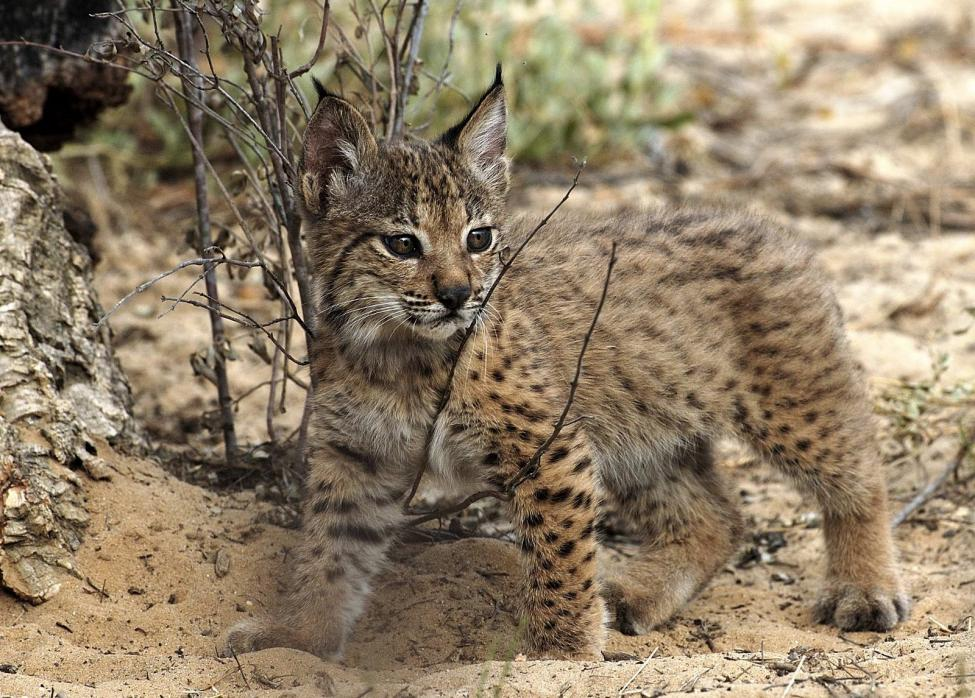
Mládě rysa iberského

Samici se po zhruba dvouměsíční březosti (cca 60–70 dnech) obvykle narodí 2–3 mláďata (výjimečně 4), ale jedno z nich většinou do jednoho roku zahyne. Koťata jsou po narození slepá a zcela závislá na matce a jejím mléce, porodní váha je 200–250 g. Intenzivně kojena jsou přibližně deset týdnů. Mláďata si rys schovává do vykotlaného stromu, houští nebo hromady balvanů. Samice se od svých mláďat daleko nevzdaluje a pravidelně je přemisťuje. Za 15–17 dní otvírají oči a ze svého úkrytu poprvé vylézají po dvaceti dnech. Svou sílu, odhad a schopnost lovit si koťata vylepšují hrami a skotačením v blízkosti doupěte. V jednom měsíci začínají mláďata přijímat masitou potravu, kterou jim matka uloví. V pěti měsících jsou od mléka odstaveni úplně a v osmi nebo deseti měsících jsou schopni samostatného lovu. Jakmile matka přijde znovu do říje, mláďata ji opouští, ale ještě asi dvacet měsíců žijí v jejím teritoriu.
Rys iberský se může dožít až 13 let, alespoň takové stáří bylo zjištěno u jednoho divokého exempláře. Lze se též dočíst, že se může dožít 15 let. V zajetí se samice Saliega, která jako vůbec první z rysů iberských porodila mláďata mimo divočinu dožila téměř 17 let (2002–2019).

## Ohrožení

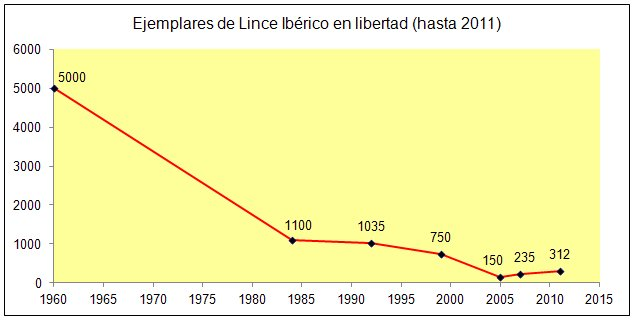
Graf znázorňující vývoj divoké populace ve Španělsku od roku 1960 do roku 2011

Rys iberský je patrně nejohroženější kočkovitou šelmou na světě. V roce 2005 se velikost jeho populace odhadovala na méně než 100 kusů (oproti asi 1 000 kusů v roce 1995). Nebyl daleko od vymření. Pokud by se tak stalo, byl by rys iberský první vyhynulou kočkou od dob šavlozubého tygra. Dramatický pokles rysí populace začal v 50. letech 20. století epidemii myxomatózy, která byla zanesena mezi králíky za účelem snížení jejich počtu. V 80. letech přišla další pohroma – epidemie virového zápalu plic.
K nejvýraznějšímu poklesu populace došlo mezi lety 1960 a 1990, během nichž se počet těchto šelem snížil o téměř 80 %. Jinak tomu nebylo ani o několik let později, kdy mezi lety 1985 a 2001 poklesla populace o dalších 7 % (celkem 87 %). V roce 1950 se rys vyskytoval v jihozápadní části pyrenejského poloostrova a v roce 1990 rys přežíval pouze v deseti fragmentovaných populacích. Pokusy o záchranu rysa byly podniknuty ve čtyřech z deseti zbývajících populací. Dvě populace však vyhynuly a přežívalo tak přibližně 200 jedinců v oblastech Doñana (50 jedinců) a Sierra (150 jedinců). Pravděpodobnost vyhynutí populace v oblasti Doñana se zvýšila od roku 1995 z 34 % na 95 % a počet jedinců v oblasti Sierra se snížil o 83 %. Situace v národním parku Doñana se zhoršila po nákaze virovou leukémií koček (FeLV) v roce 2007. Několik rysů nákazu nepřežilo a odhadovalo se, že počet jedinců starších jednoho roku je 26 (SE = 5,26). Onemocnění pravděpodobně pochází od koček domácích vyskytujících se ve stejné oblasti jako rys.

Kromě zmíněných virových onemocnění mohlo za úbytek rysů také rozšiřující se zemědělství, kácení lesů a potom následná výsadba blahovičníku (eukalyptu) nebo borovice – porostu nahrazujícího původní středomořskou vegetaci, a výstavby vodních nádrží a silnic, které zmenšovaly a devastovaly jejich přirozené prostředí. Přestože je dnes lov rysa iberského přísně zakázán, skutečně v bezpečí je pouze v rezervacích (resp. to lze předpokládat, ale skutečnost může být poněkud odlišná; viz odstavec níže). Je loven pro kožešinu a ještě donedávna se rys považoval za lesního škůdce. Často se stávají obětí pastí, které jsou líčené na lišky a králíky, nebo končí pod koly aut (vinou dopravních prostředků umírají dnes v téměř polovině případů). Vzhledem k nízké a geograficky poměrně vymezené populaci rysů může hrozbu představovat i výskyt parazitů nebo jakékoliv další onemocnění. V neposlední řadě může rysy iberské ohrozit měnící se klima, protože ke svému životu potřebují poměrně specifický biotop. Kupříkladu nadměrné srážky v roce 2010 byly výraznou komplikací, kvůli které přežilo méně mláďat, než obvykle. Ohrozit jejich budoucnost může i případný přesun do oblastí s příznivějšími podmínkami ale nižší populaci králíků (tedy obvyklé potravy). Měnící se klimatické podmínky mohou ovlivnit i samotnou populaci králíků, na nichž je šelma závislá.

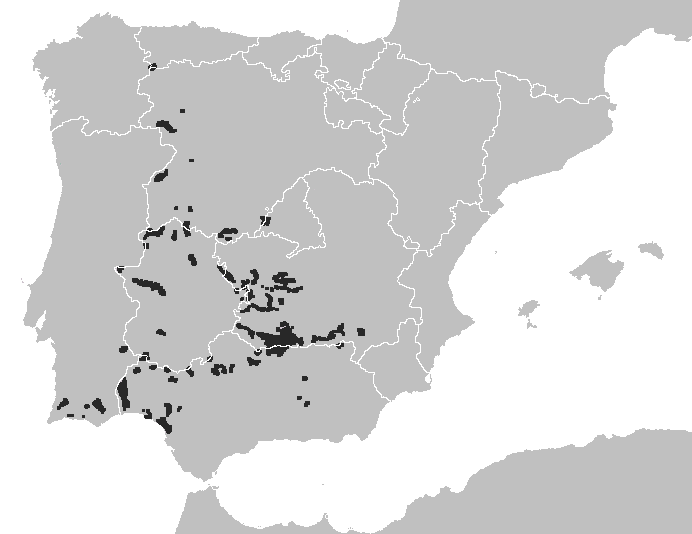
Výskyt v roce 1980
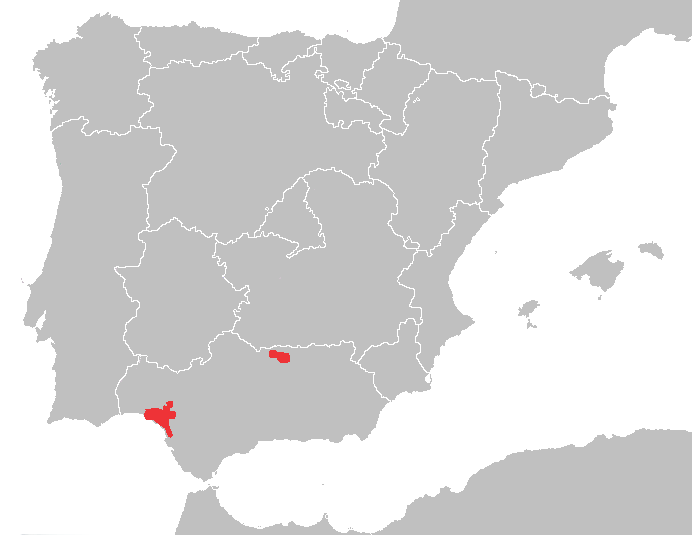
... v roce 2003
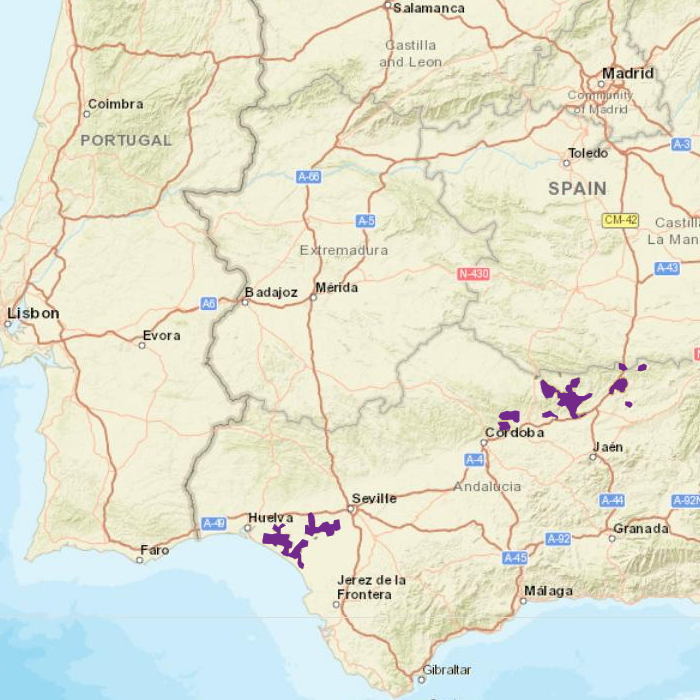
... v roce 2015
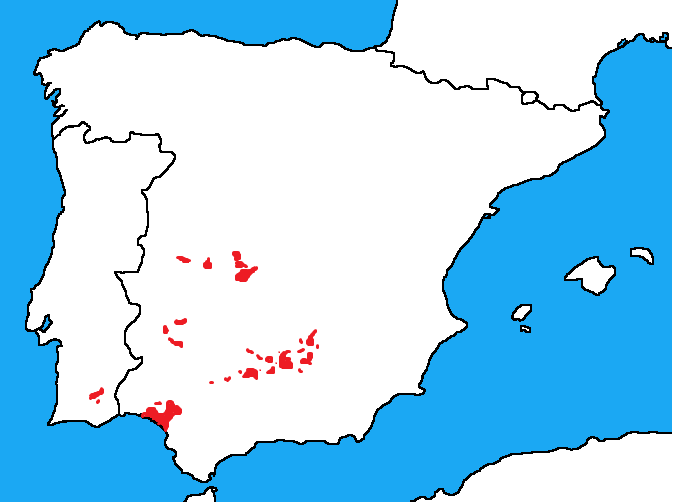
... v roce 2021

### Aktuálně a v číslech
Z podrobných výzkumů vyplývá, že nejvíce rysů dnes umírá na frekventovaných silnicích vinou dopravních prostředků (32–45 %) a lze předpokládat, že s rostoucí populací šelem bude takových případů přibývat. Možným řešením jsou výstražné značky limitující rychlost provozu nebo instalace bezpečných podchodů. Další pro rysy významnou hrozbou je pytláctví a nastražené pasti (24 %), a to i přesto, že se pohybují hlavně v chráněných oblastech. V tomto případě je nejdůležitější osvěta. Je potřeba širokou veřejnost dostatečně seznámit s touto šelmou a informovat ji o tom, jak je pro okolní prostředí důležitá, nebo že není nebezpečná. Za další podstatnou hrozbu lze považovat nemoci (14 %), nebo predaci či vnitrodruhovou konkurenci – tzn. soupeření a zabíjení se mezi sebou v důsledku například nedostatečného množství vhodných lokalit k vybudování teritorií (7 %).

## Ochrana, populace

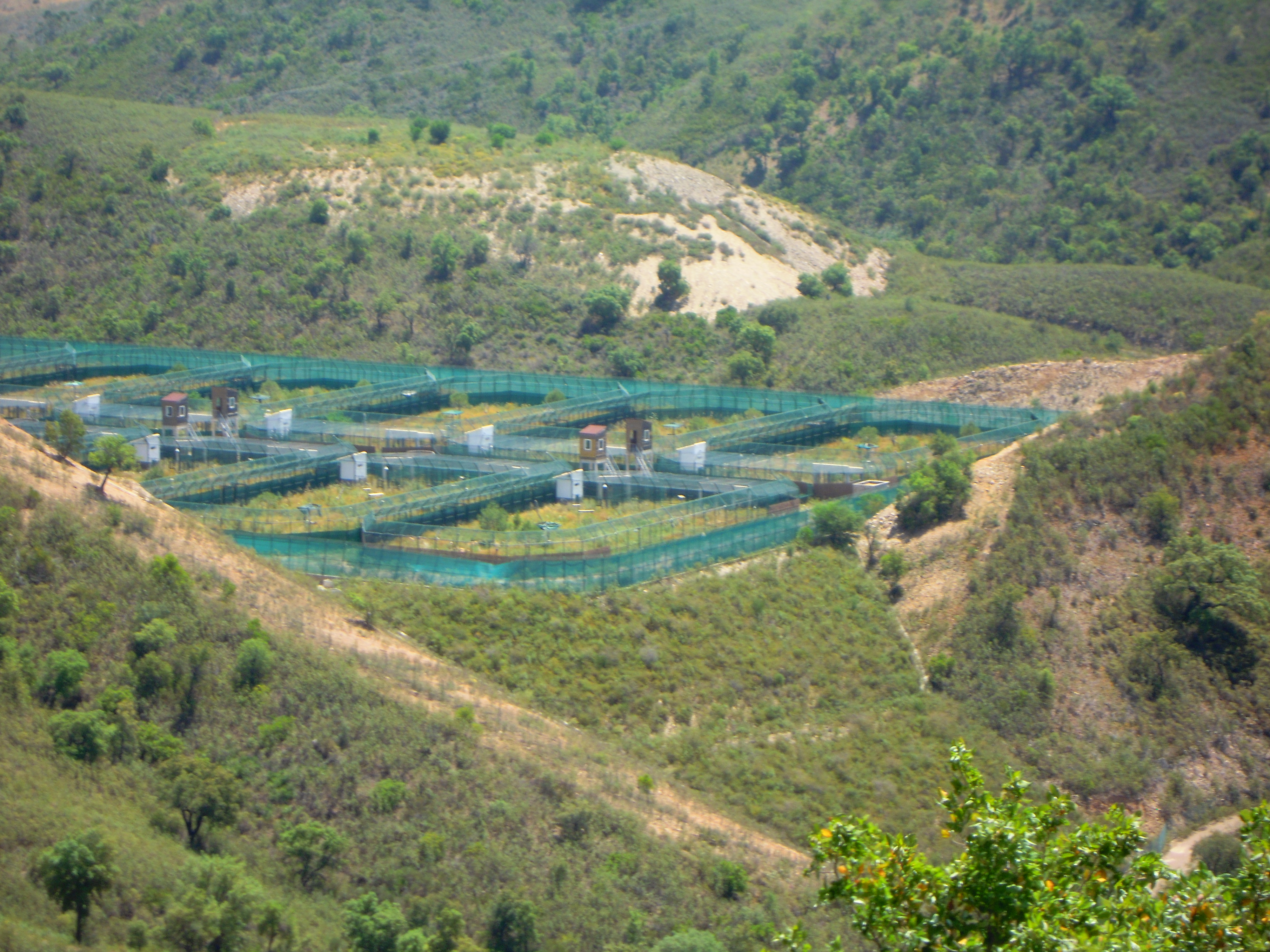
Chovné centrum pro rysy iberské Centro Nacional de Reprodução do Lince-Ibérico (CNRLI) ležící nedaleko od města Silves v Portugalsku

Ochranáři se snaží co nejvíce zvýšit ochranu rysa iberského a informovanost veřejnosti. Pomocí dotací od vlády a Evropské unie prořezávají křoviny a odstraňují cizokrajné rostliny a tím zkvalitňují přirozené životní prostředí rysa. Zachování původní křovinaté krajiny a zlepšení konektivity mezi populacemi jsou zásadní opatření pro záchranu tohoto druhu. Jednou z dalších možností, jak nejohroženější kočkovitou šelmu zachránit je vysazování divokých králíků na místa, kde je jich nedostatek. Poslední nadějí je chov rysa iberského v zajetí, který zajistí zachování druhu v případě vyhynutí.
Kromě speciálních chovných stanic, jako je kupříkladu Centro Nacional de Reprodução do Lince-Ibérico (CNRLI) v Portugalsku nebo Centro de Cria Lince El Acebuche ve Španělsku, jsou k roku 2021 rysi iberští chováni ve španělské Zoo Jerez (od roku 2002), v portugalské Zoo Lisabon (od prosince 2014) a ve španělské Zoo Madrid (od července 2016). Nově také například ve francouzské Zoo Mervent (Natur'Zoo De Mervent), nebo v dalších španělských institucích Selwo Aventura v Esteponě a v Terra Natura Murcia v Murcii.
Monitoring počtu jedinců a velikosti jejich teritorií je průběžně prováděn pomocí telemetrie a fotografických pastí. Bylo dokumentováno i úspěšné vypuštění rysa vychovaného v zajetí do volné přírody. V letech 2014 a 2015 bylo několik rysů reintrodukováno do Portugalska a celková populace je na vzestupu.
V roce 2017 populace čítala 475–606 jedinců, v roce 2020 stoupla na 855 jedinců a díky dosavadní systematické ochraně a zřízeným chovným stanicím, které vrací rysy do přírody, aktuálně vzrostla populace na více než 2 000 jedinců. Díky pozitivním číslům byl na červeném seznamu IUCN od roku 2015 veden jako ohrožený druh, nikoliv už kriticky ohrožený, a od roku 2024 je již považován pouze za zranitelný, neboť jeho populace i nadále roste. Rys je dobrým příkladem toho, jak rozumně a včas provedené ochranářské zákroky mohou přispět k zachování nebo dokonce k rozmnožení živočišného druhu ohroženého vyhynutím. Aby byla populace rysů iberských klasifikována jako neohrožená, muselo by v divočině žít minimálně 3 000 rysů a z toho nejméně 750 reprodukce schopných samic. K tomu by podle některých předpokladů mohlo dojít v roce 2040, pakliže budou opatření stále činná a dojde-li spíše ještě k dalšímu zpřísnění (zejména zabrání-li ochránci nehodám na silnicích a lovu rysů).
Rys iberský je zapsán v úmluvě CITES (v příloze I.), v Bernské úmluvě (v příloze II.) a také je uveden ve směrnici Evropské unie o přírodních stanovištích (v přílohách II. a IV.). Na 11. června připadá Mezinárodní den rysů.
| Rok              | Přibližný počet divokých jedinců (celková populace, pokud není uvedeno jinak)                  | Zdroj                          |
| ---------------- | ---------------------------------------------------------------------------------------------- | ------------------------------ |
| Zač. 20. století | 100 000                                                                                        | [ 99 ] [ 100 ] [ 101 ] [ 102 ] |
| 1960             | 5 000                                                                                          | viz graf                       |
| 1965             | 4 000                                                                                          | viz graf                       |
| 1985             | 1 100                                                                                          | viz graf                       |
| 1988             | 880 až 1 150 (48 malých subpopulací, z toho celkem 350 dospělých samic)                        | [ 16 ] [ 18 ]                  |
| 1995             | 1 000                                                                                          | viz graf                       |
| 2000             | 100 až 400                                                                                     | viz graf                       |
| 2002             | 94 až 150 (z toho 94 v Andalusii)                                                              | viz graf /                     |
| 2003             | 101                                                                                            | [ 79 ]                         |
| 2004             | 125 až 150                                                                                     | viz graf /                     |
| 2005             | 100 až 167 na ploše 585 km2                                                                    | viz graf /                     |
| 2006             | 178                                                                                            | [ 79 ]                         |
| 2007             | 167 až 265                                                                                     | viz graf /                     |
| 2008             | 180 až 215                                                                                     | [ 54 ] [ 79 ]                  |
| 2009             | 220 až 234                                                                                     | viz graf /                     |
| 2010             | 275 až 279                                                                                     | viz graf /                     |
| 2011 / 2012      | 312 až 326 na ploše 979 km2                                                                    | viz graf /                     |
| 2013             | 309 až 330 (dle některých zdrojů počet pouze v rámci Andalusie) na ploše 1 040 km2             | [ 79 ] [ 106 ] [ 107 ]         |
| 2014             | 329 až 350 (patrně jen v Andalusii)                                                            | [ 79 ] [ 103 ]                 |
| 2015 / 2016      | 400 až 482                                                                                     | [ 79 ] [ 104 ] [ 108 ]         |
| 2017             | 475 až 606                                                                                     | [ 24 ] [ 65 ] [ 79 ]           |
| 2018             | 686 na ploše téměř 3 000 km2                                                                   | [ 79 ]                         |
| 2019 / 2020      | 855 (z toho 140 v Portugalsku)                                                                 | [ 21 ] [ 94 ]                  |
| 2021             | více než 1 000 (přesně asi 1 111)                                                              | [ 97 ] [ 104 ] [ 109 ]         |
| 2022             | 1 668 (z toho 563 mláďat)                                                                      | [ 110 ]                        |
| 2023             | 2 021 (z toho asi 86 % jedinců žije pouze ve Španělsku / celkem 406 samic v reprodukčním věku) | [ 95 ]                         |

## Galerie

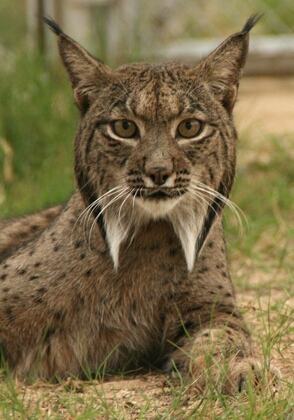
Hlava rysa iberského
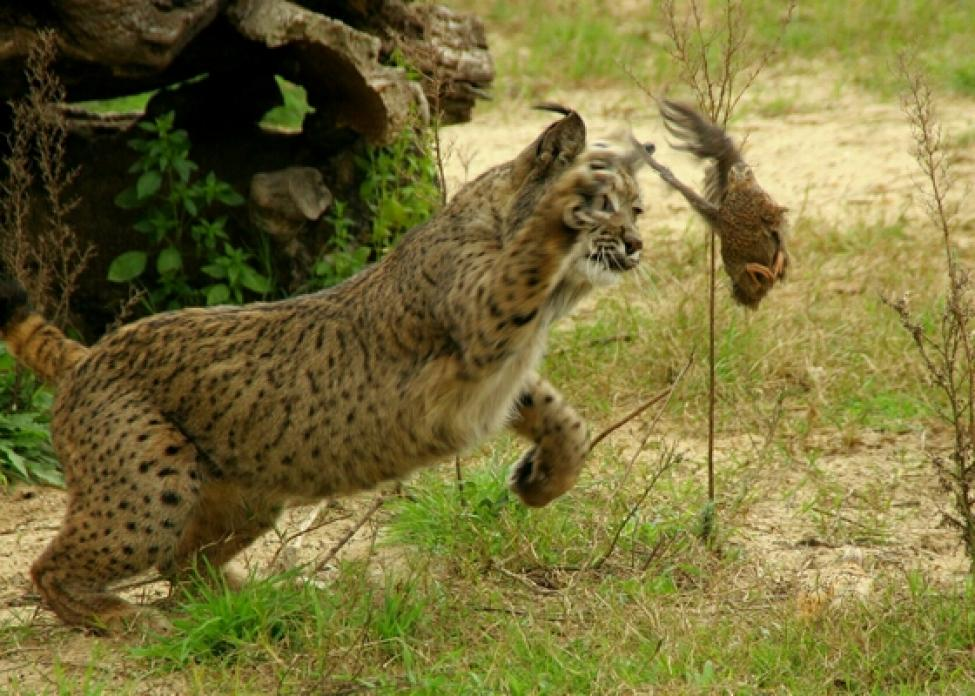
Rys chytající kořist
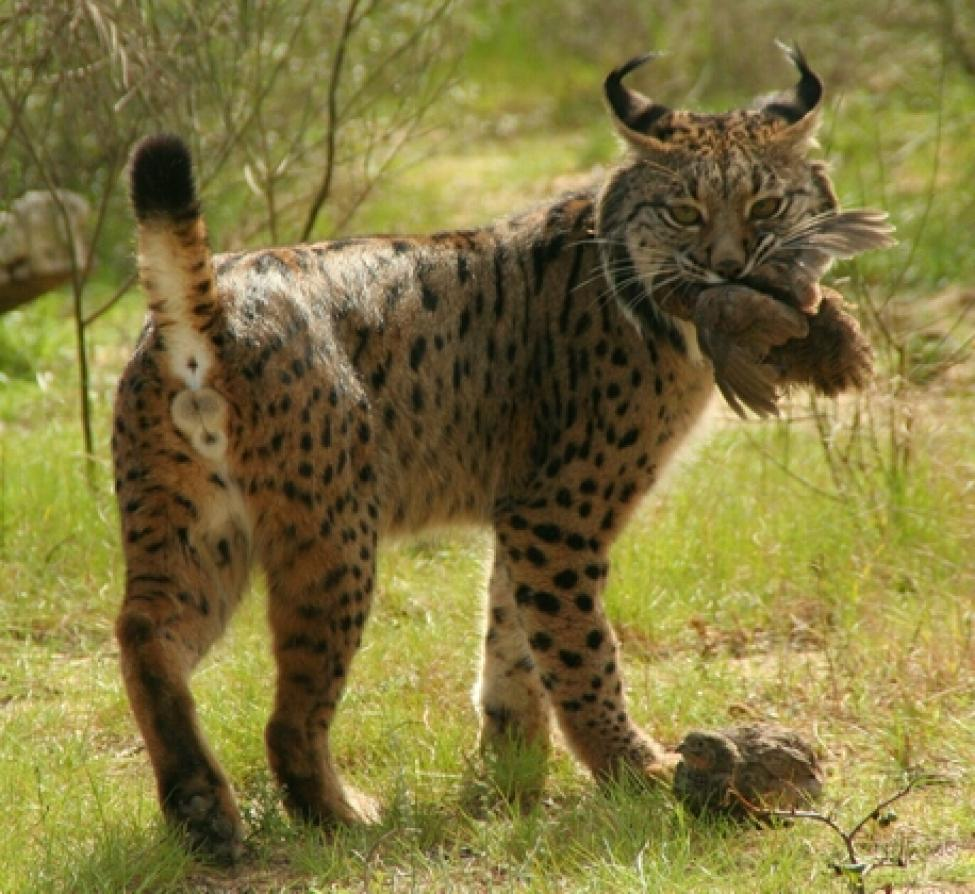
Rys s ukořistěným ptákem
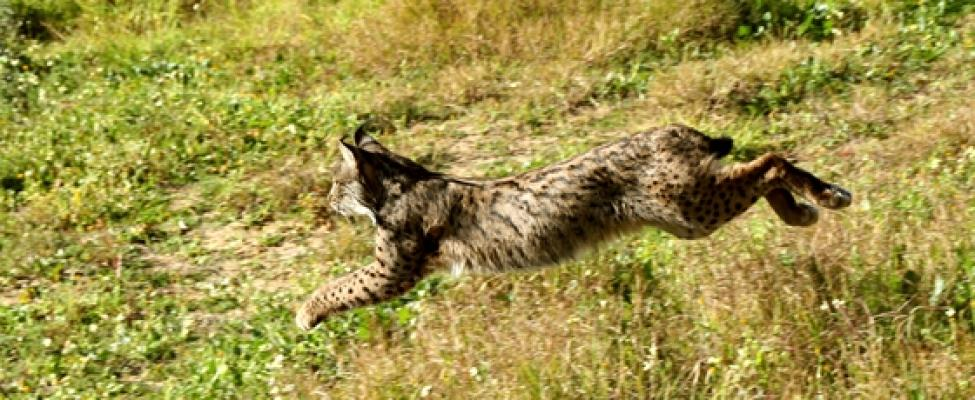
Běžící rys
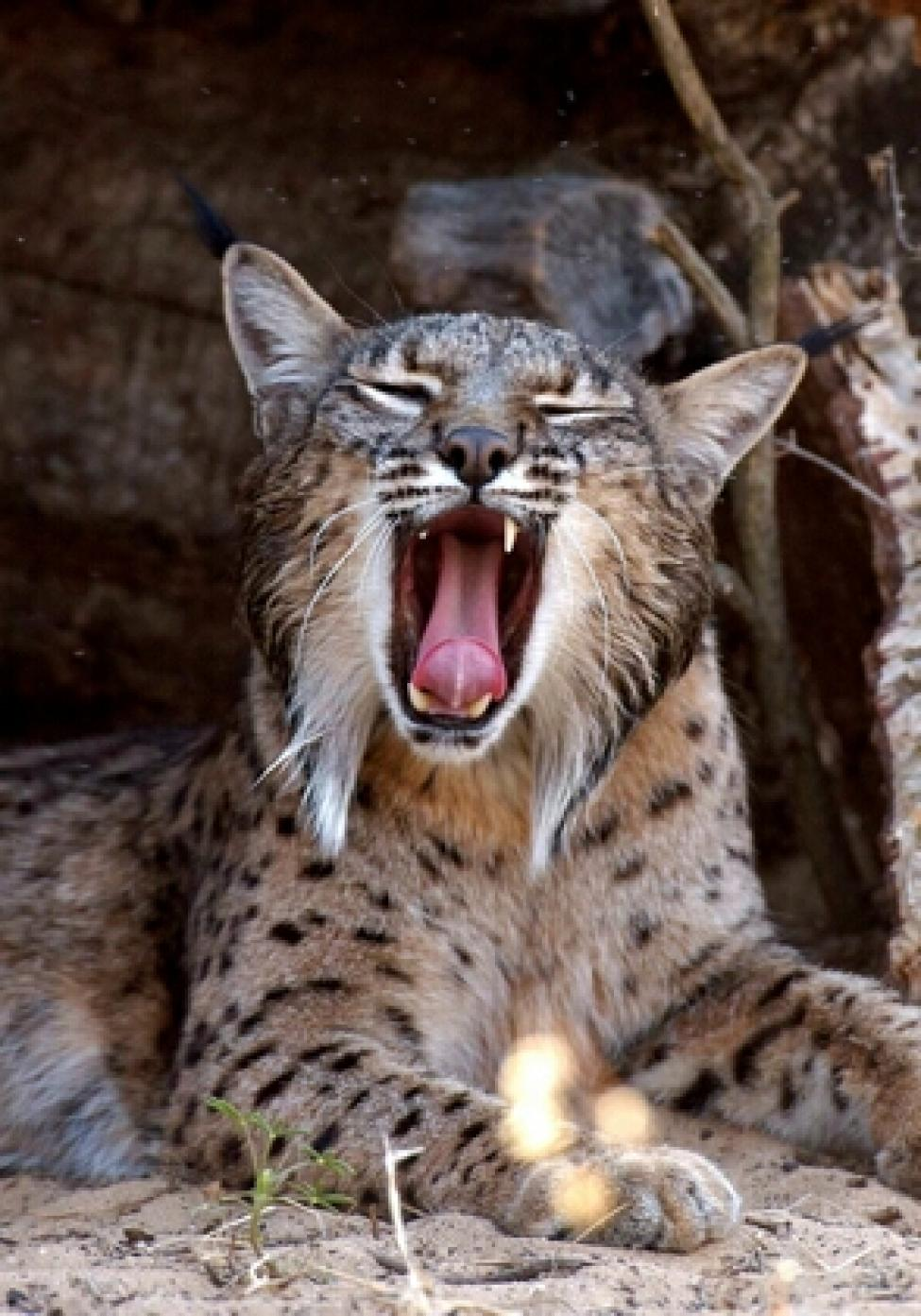
Zívající rys
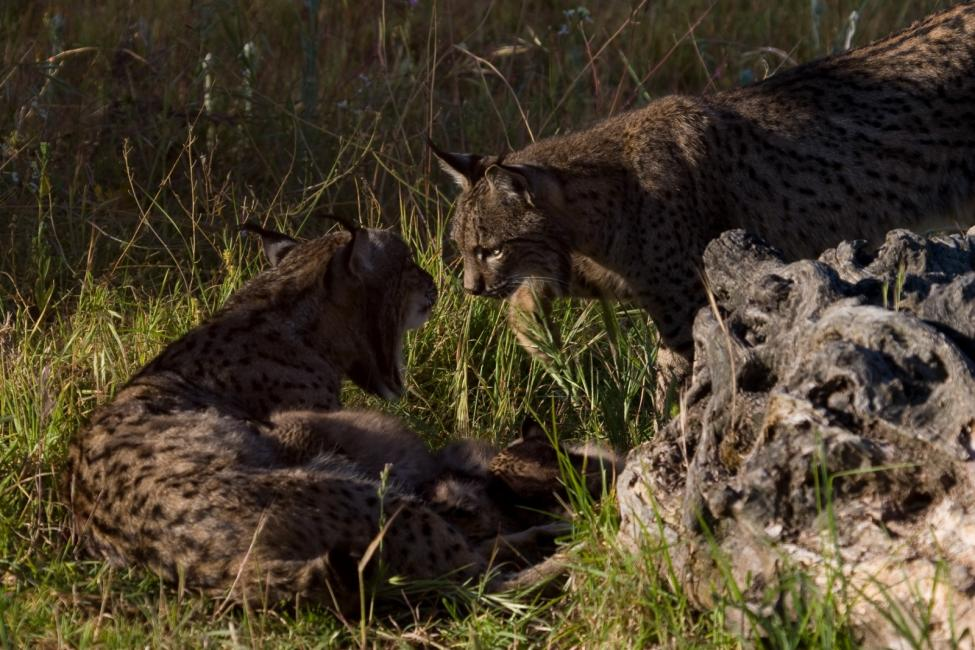
Matka s odrostlým mládětem
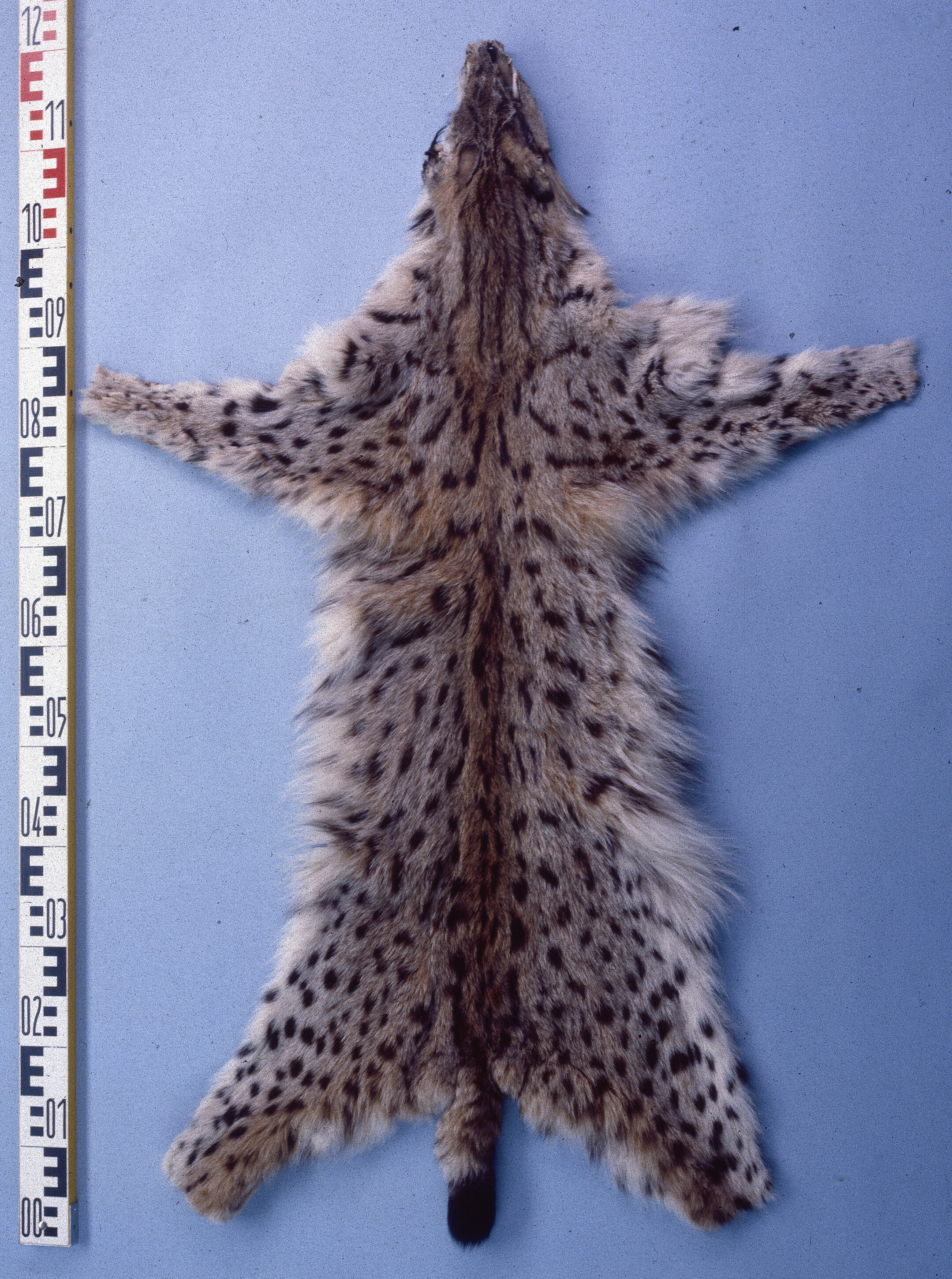
Kůže rysa iberského
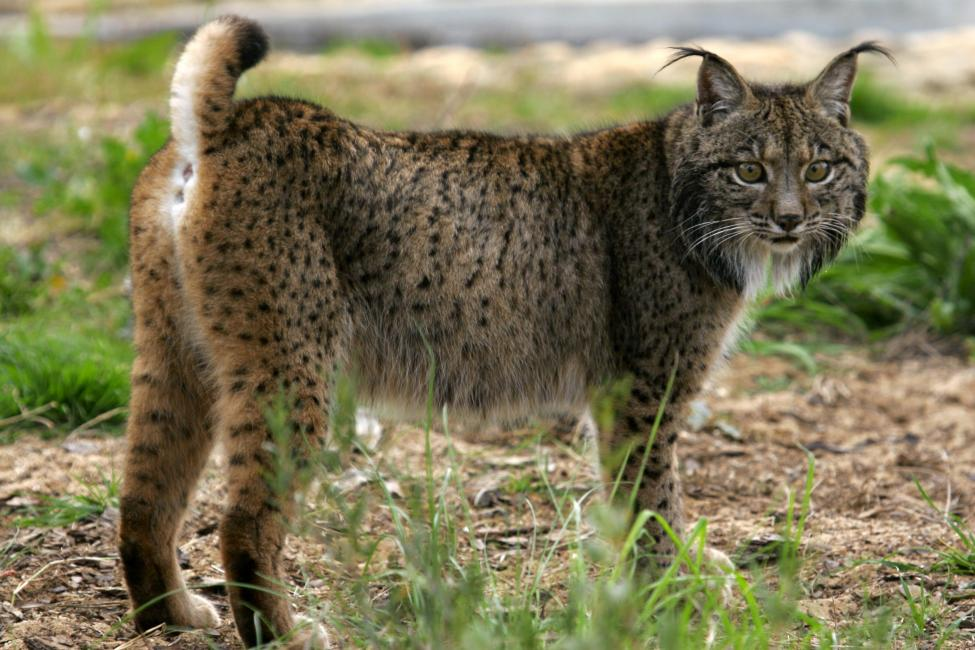
Pohled na stojícího rysa z boku
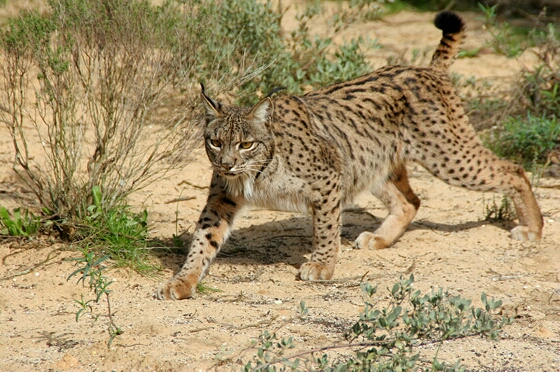
Jedinec pohybující se po písčité půdě
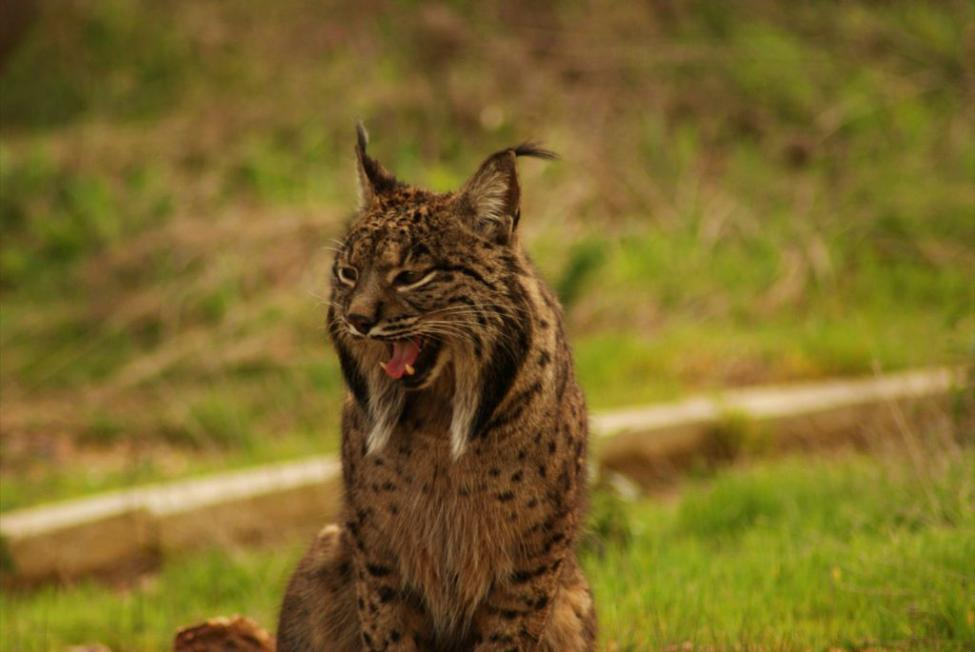
Snímek na němž vyniknou licousy a štětiny na uších